# Saint-Jean-de-Bonneval
Pour les articles homonymes, voir Saint-Jean et Bonneval.
Saint-Jean-de-Bonneval est une commune française, située dans le département de l'Aube en région Grand Est.

## Géographie
| Bouilly | Roncenay               | Assenay       |
| Villery | Saint-Jean-de-Bonneval |               |
| Lirey   | Longeville-sur-Mogne   | Villy-le-Bois |

Saint-Jean-de-Bonneval est un village du Nord-Est de la France, situe au sud de l'Aube. Il dépend du canton de Bouilly.

### Toponymie
Du latin prunus, était planté de pruniers. Il est très difficile de faire la différence entre Bonneval et Saint-Jean dans les écrits.
Au cadastre de 1828 est cité le Bas-de-Saint-Jean, Becherel Bonneval, la Borde, les Carrets, Charray, les Charmes, Chasnay, Chesnoy, la Fontaine-aux-Chiens, le Gros-Chemin, le moulin Louvot, Prunay-Sain-Jean, la Salle, la Rousselotte.

### Hydrographie
La commune est dans la région hydrographique « la Seine de sa source au confluent de l'Oise (exclu) » au sein du bassin Seine-Normandie. Elle est drainée par la Mogne, le canal 01 des Epinettes, le Fossé 01 de l'Osière, le Fossé 01 des Ilattes, le Fossé 01 des Preschats, le Fossé 01 des Saules Meugras et le ruisseau d'Onmont,.
La Mogne, d'une longueur de 17 km, prend sa source dans la commune de Crésantignes et se jette  dans l'Hozain à Isle-Aumont, après avoir traversé 13 communes.

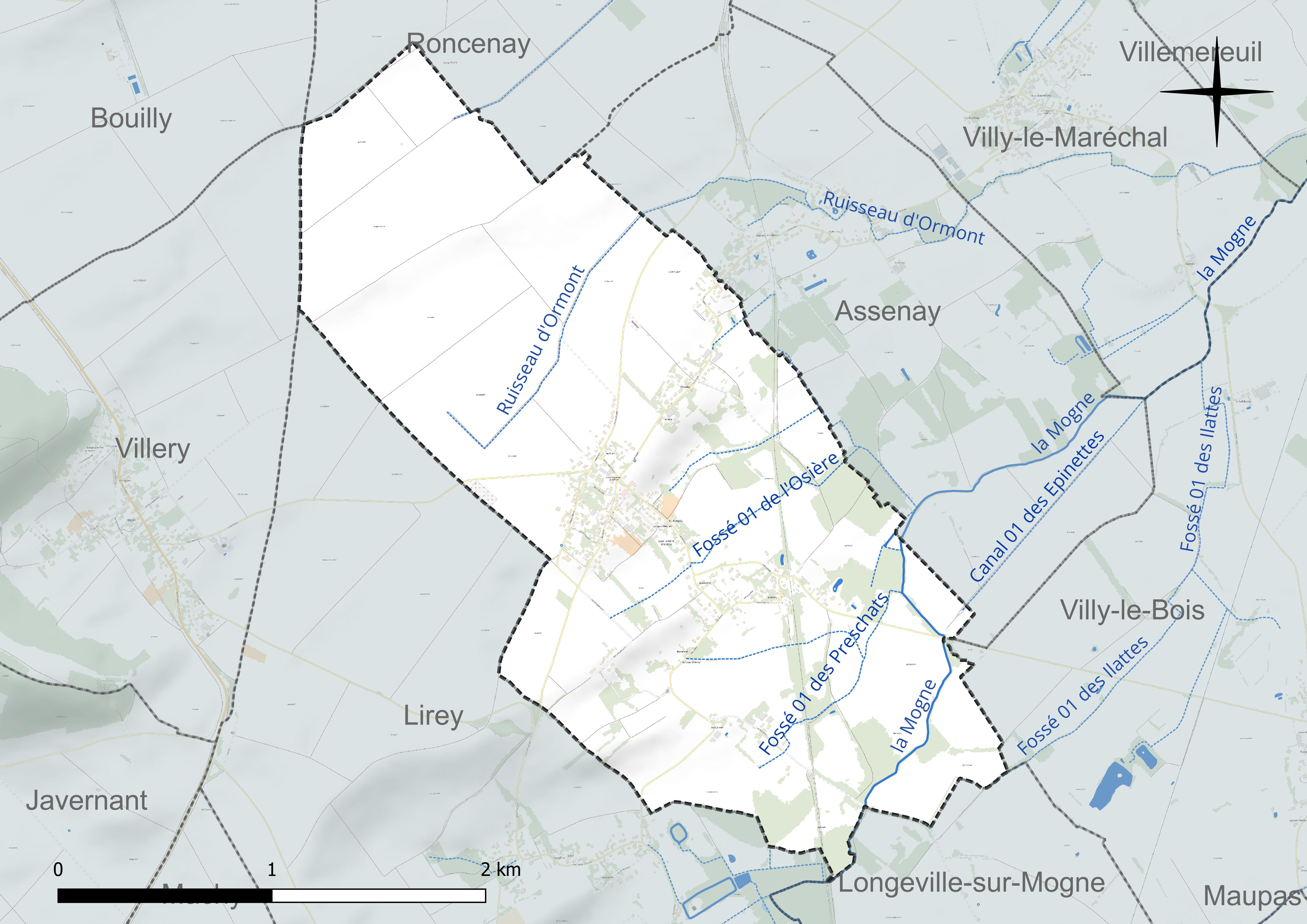
Réseau hydrographique de Saint-Jean-de-Bonneval.

### Climat
Pour des articles plus généraux, voir Climat du Grand Est et Climat de l'Aube.
En 2010, le climat de la commune est de type climat océanique dégradé des plaines du Centre et du Nord, selon une étude du Centre national de la recherche scientifique s'appuyant sur une série de données couvrant la période 1971-2000. En 2020, Météo-France publie une typologie des climats de la France métropolitaine dans laquelle la commune est exposée à un climat océanique altéré et est dans la région climatique Lorraine, plateau de Langres, Morvan, caractérisée par un hiver rude (1,5 °C), des vents modérés et des brouillards fréquents en automne et hiver.
Pour la période 1971-2000, la température annuelle moyenne est de 10,5 °C, avec une amplitude thermique annuelle de 16 °C. Le cumul annuel moyen de précipitations est de 741 mm, avec 11,8 jours de précipitations en janvier et 7,8 jours en juillet. Pour la période 1991-2020, la température moyenne annuelle observée sur la station météorologique de Météo-France la plus proche, « Saint-Pouange », sur la commune de Saint-Pouange à 6 km à vol d'oiseau, est de 11,5 °C et le cumul annuel moyen de précipitations est de 707,5 mm. 
La température maximale relevée sur cette station est de 42,2 °C, atteinte le 24 juillet 2019 ; la température minimale est de −21 °C, atteinte le 9 janvier 1985,,.
Les paramètres climatiques de la commune ont été estimés pour le milieu du siècle (2041-2070) selon différents scénarios d'émission de gaz à effet de serre à partir des nouvelles projections climatiques de référence DRIAS-2020. Ils sont consultables sur un site dédié publié par Météo-France en novembre 2022.

## Urbanisme

### Typologie
Au 1er janvier 2024, Saint-Jean-de-Bonneval est catégorisée commune rurale à habitat dispersé, selon la nouvelle grille communale de densité à 7 niveaux définie par l'Insee en 2022.
Elle est située hors unité urbaine. Par ailleurs la commune fait partie de l'aire d'attraction de Troyes, dont elle est une commune de la couronne,. Cette aire, qui regroupe 209 communes, est catégorisée dans les aires de 200 000 à moins de 700 000 habitants,.

### Occupation des sols
L'occupation des sols de la commune, telle qu'elle ressort de la base de données européenne d’occupation biophysique des sols Corine Land Cover (CLC), est marquée par l'importance des territoires agricoles (92,3 % en 2018), une proportion identique à celle de 1990 (92,3 %). La répartition détaillée en 2018 est la suivante : 
terres arables (58,1 %), prairies (34,3 %), zones urbanisées (4,4 %), forêts (3,3 %). L'évolution de l’occupation des sols de la commune et de ses infrastructures peut être observée sur les différentes représentations cartographiques du territoire : la carte de Cassini (XVIIIe siècle), la carte d'état-major (1820-1866) et les cartes ou photos aériennes de l'IGN pour la période actuelle (1950 à aujourd'hui).

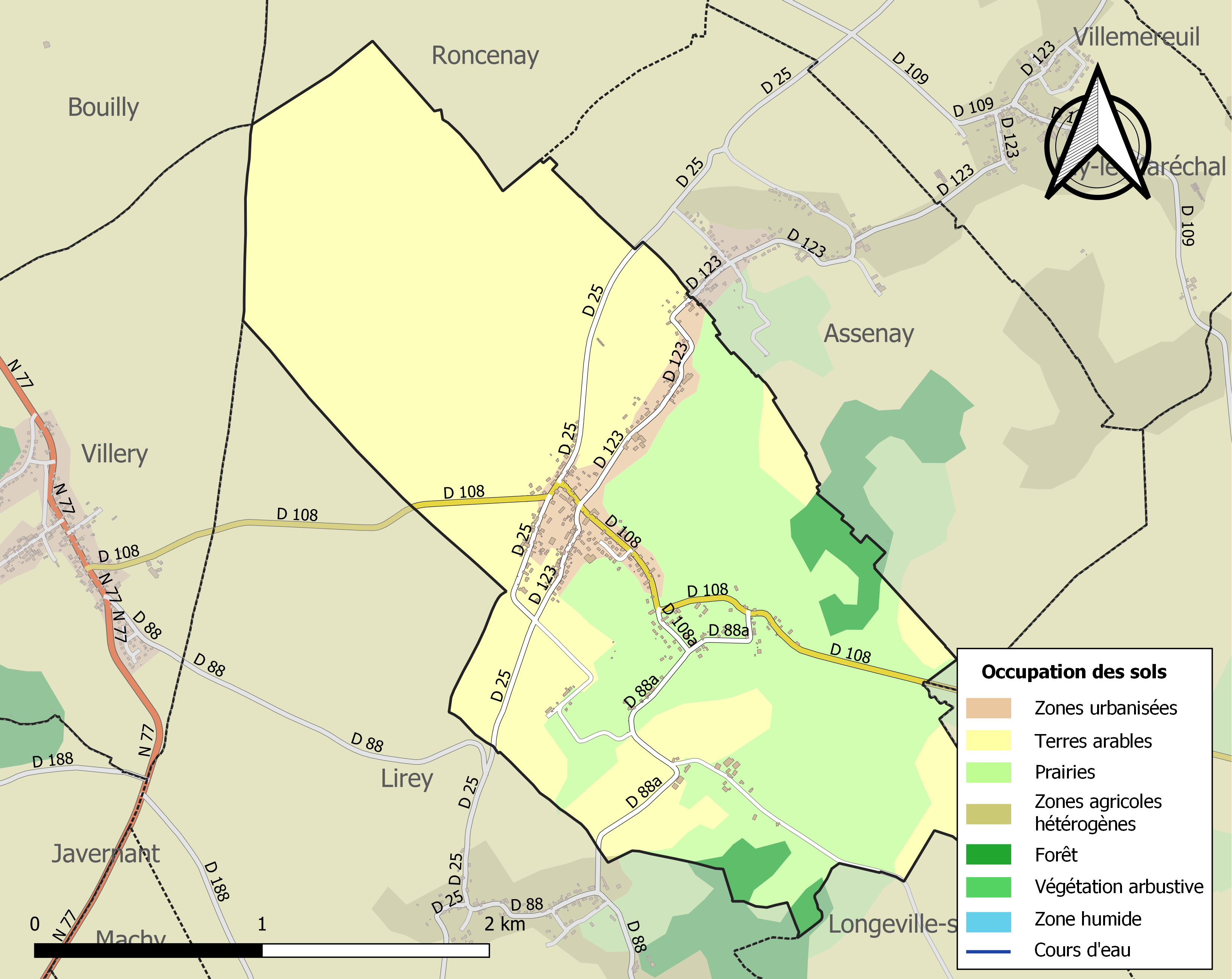
Carte des infrastructures et de l'occupation des sols de la commune en 2018 (CLC).

## Histoire
La voie romaine de Troyes à Auxerre sépare le finage de Villery de celui de Saint-Jean.
En 753, Chelambert fait don de ce qu'il possède au pagus de Troyes et particulièrement ce qu'il a à Bonna vallis.

### La Mairie de Bonneval
Le chapitre Saint-Pierre de Troyes avait la Grande Mairie qui était nommée Mairie de Bonneval.
En 1789, il dépendait de l'intendance et de la généralité de Châlons, de l'élection ; du bailliage royal de Troyes et du bailliage ducal d'Aumont.

### Prunay-Saint-Jean
Hameau qui avait le statut de commune avant d'être réuni à Saint-Jean-de-Bonneval par décret du 15 juin 1908.
Village déjà cité en 753 et qui dépendait directement des comtes de Champagne en 1275, puis au duc de Bourgogne par sa châtellenie d'Isle en 1336. Les seigneurs étaient depuis 753 les abbés de Montier la Celle après un premier don de Chelambert. En 1114, le comte de Troyes Hugues la proclamait villa libera et Henri le Libéral confirmait en 1154. L'abbaye possédait au village, la Mairie, une grange et une maison, des près et des vignes.
En 1789, il dépendait de l'intendance et de la généralité de Châlons, de l'élection et du bailliage de Troyes.

## Politique et administration
| Période                                  | Période  | Identité             | Étiquette | Qualité                |
| ---------------------------------------- | -------- | -------------------- | --------- | ---------------------- |
| mars 1980                                | 2001     | M. Bernard Bazin     |           |                        |
| mars 2001                                | mai 2020 | M. Philippe Mocquery | DVD       | Retraité               |
| mai 2020                                 | En cours | Jean-Michel Cochet   |           | Responsable commercial |
| Les données manquantes sont à compléter. |          |                      |           |                        |

## Démographie
L'évolution du nombre d'habitants est connue à travers les recensements de la population effectués dans la commune depuis 1793. Pour les communes de moins de 10 000 habitants, une enquête de recensement portant sur toute la population est réalisée tous les cinq ans, les populations de référence des années intermédiaires étant quant à elles estimées par interpolation ou extrapolation. Pour la commune, le premier recensement exhaustif entrant dans le cadre du nouveau dispositif a été réalisé en 2006.

En 2022, la commune comptait 403 habitants, en évolution de +3,07 % par rapport à 2016 (Aube : +0,7 %, France hors Mayotte : +2,11 %).
| 1793 | 1800 | 1806 | 1821 | 1831 | 1836 | 1841 | 1846 | 1851 |
| ---- | ---- | ---- | ---- | ---- | ---- | ---- | ---- | ---- |
| 420  | 445  | 436  | 382  | 398  | 374  | 374  | 381  | 396  |

| 1856 | 1861 | 1866 | 1872 | 1876 | 1881 | 1886 | 1891 | 1896 |
| ---- | ---- | ---- | ---- | ---- | ---- | ---- | ---- | ---- |
| 379  | 348  | 362  | 348  | 343  | 331  | 328  | 289  | 289  |

| 1901 | 1906 | 1911 | 1921 | 1926 | 1931 | 1936 | 1946 | 1954 |
| ---- | ---- | ---- | ---- | ---- | ---- | ---- | ---- | ---- |
| 272  | 259  | 303  | 261  | 288  | 280  | 301  | 284  | 324  |

| 1962 | 1968 | 1975 | 1982 | 1990 | 1999 | 2006 | 2011 | 2016 |
| ---- | ---- | ---- | ---- | ---- | ---- | ---- | ---- | ---- |
| 295  | 284  | 261  | 329  | 354  | 351  | 388  | 358  | 391  |

| 2021 | 2022 | - | - | - | - | - | - | - |
| ---- | ---- | - | - | - | - | - | - | - |
| 403  | 403  | - | - | - | - | - | - | - |

## Héraldique
| Blason de Saint-Jean-de-Bonneval | Blason  | D'azur à saint Jean-Baptiste de carnation, contourné et regardant, nimbé et vêtu d'or, chevelé et barbé de sable, tenant de sa senestre une croix à longue hampe du même, et de sa dextre désignant un agneau d'argent couché à ses pieds à senestre, brochant sur un calvaire du lieu du même ajouré du champ à dextre, accosté en chef de deux épis de blé tigés et feuillés d'or, et soutenu d'une jumelle ondée d'argent, au comble aussi d'azur chargé d'une double burelle potencée et contre-potencée d'or. |
| Blason de Saint-Jean-de-Bonneval | Détails | Le statut officiel du blason reste à déterminer. |

## Lieux et monuments
On y trouve un calvaire du XVIIe siècle à l'entrée du village.
On y trouve encore une église paroissiale Saint-Jean-Baptiste dont la première pierre fut posée le 4 juillet 1826 sur un plan de l'architecte Gauthier et la bénédiction le 28 juin 1830. Elle remplace une église plus ancienne qui finit par s'écrouler ; elle est du Grand-doyenné de Troyes et à la présentation de l'abbé de Montier-la-Celle. Elle possède un tableau de Dominique Morlot : le Baptême du Christ, un orgue et une tapisserie du XIXe siècle. Des statues du XVIe siècle : sainte Syre et un Vierge à l'Enfant toutes deux en calcaire polychrome et doré.

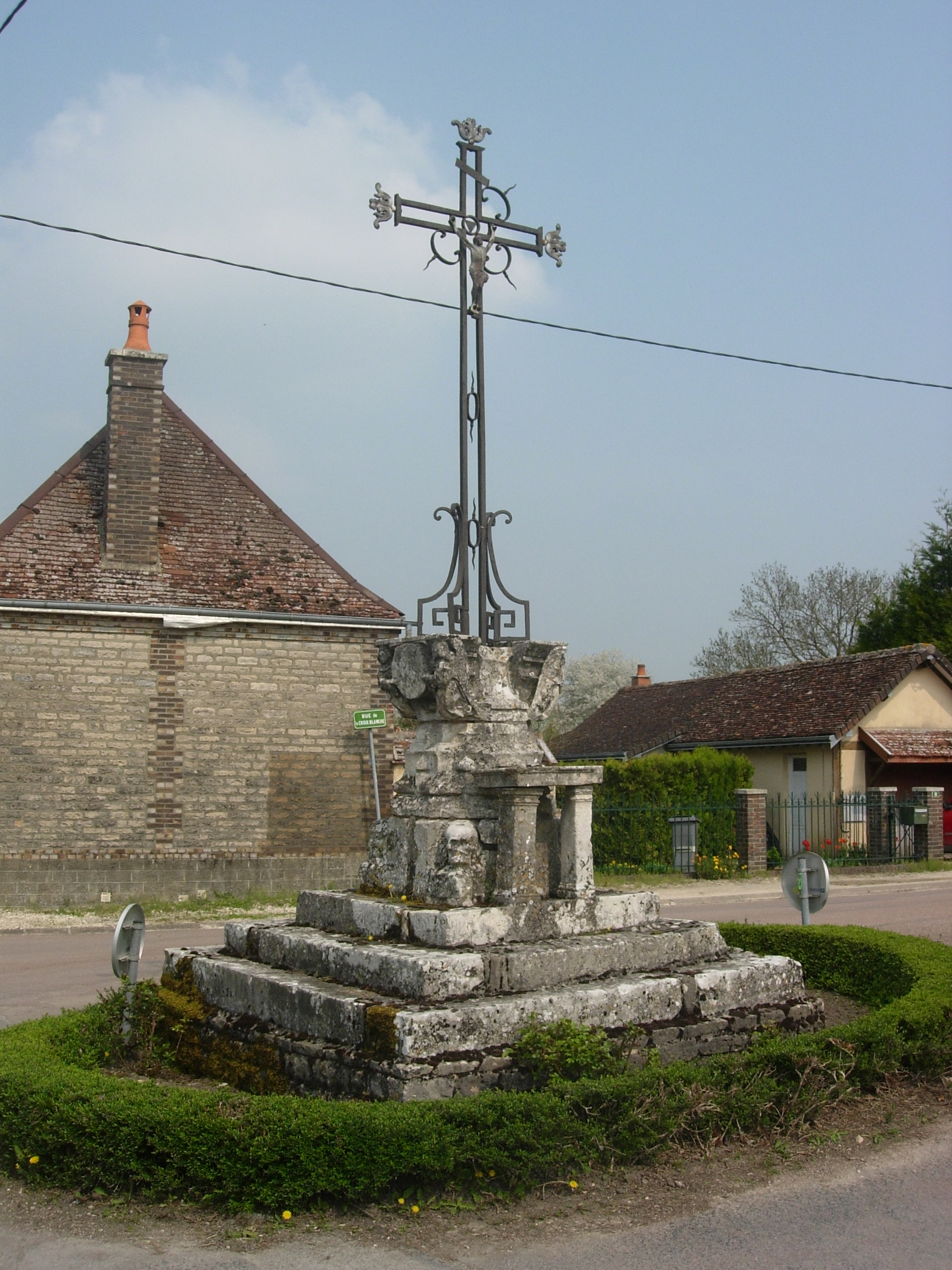
La croix de Saint-Jean-de-Bonneval.
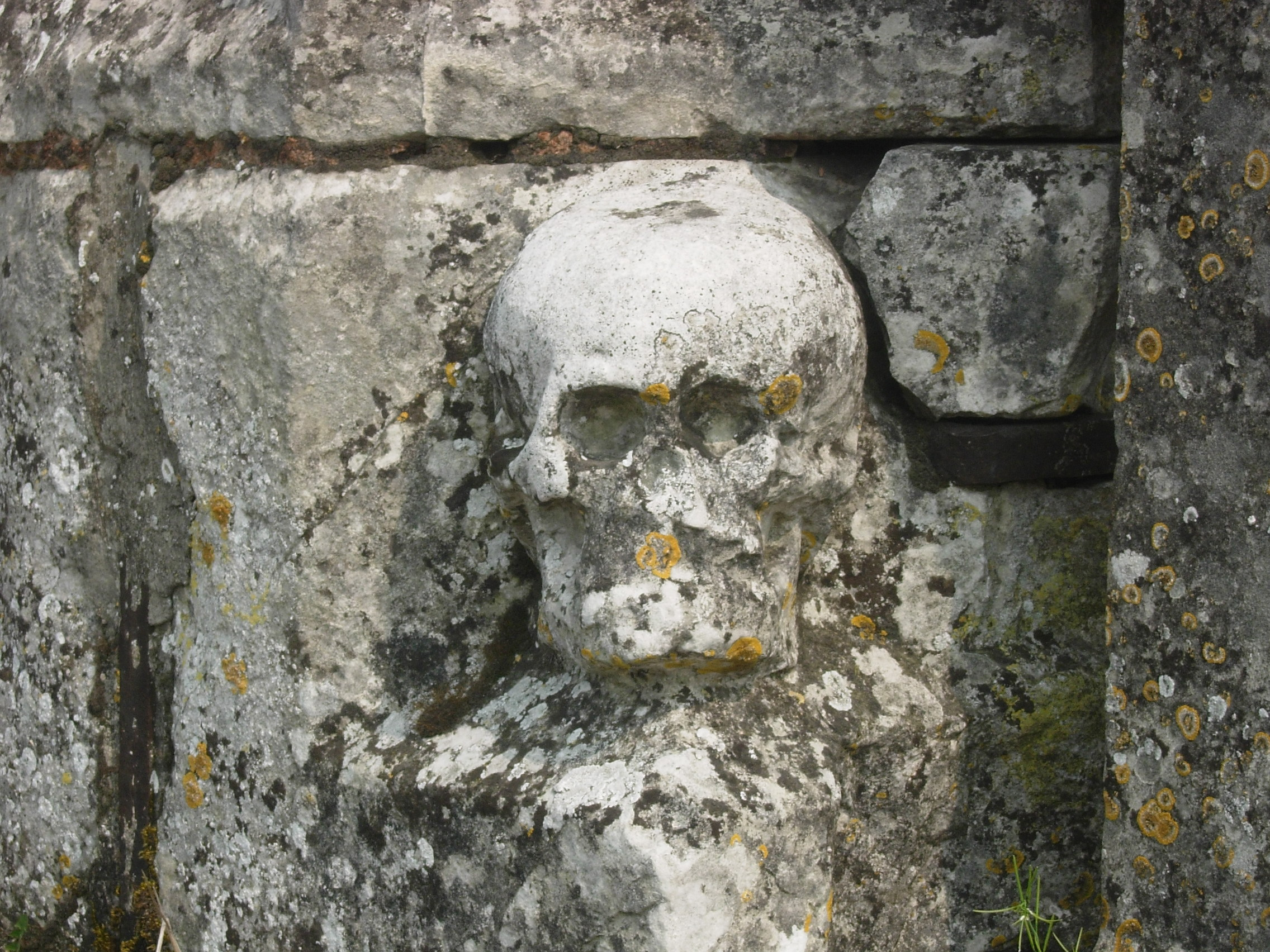
Détail de la croix.
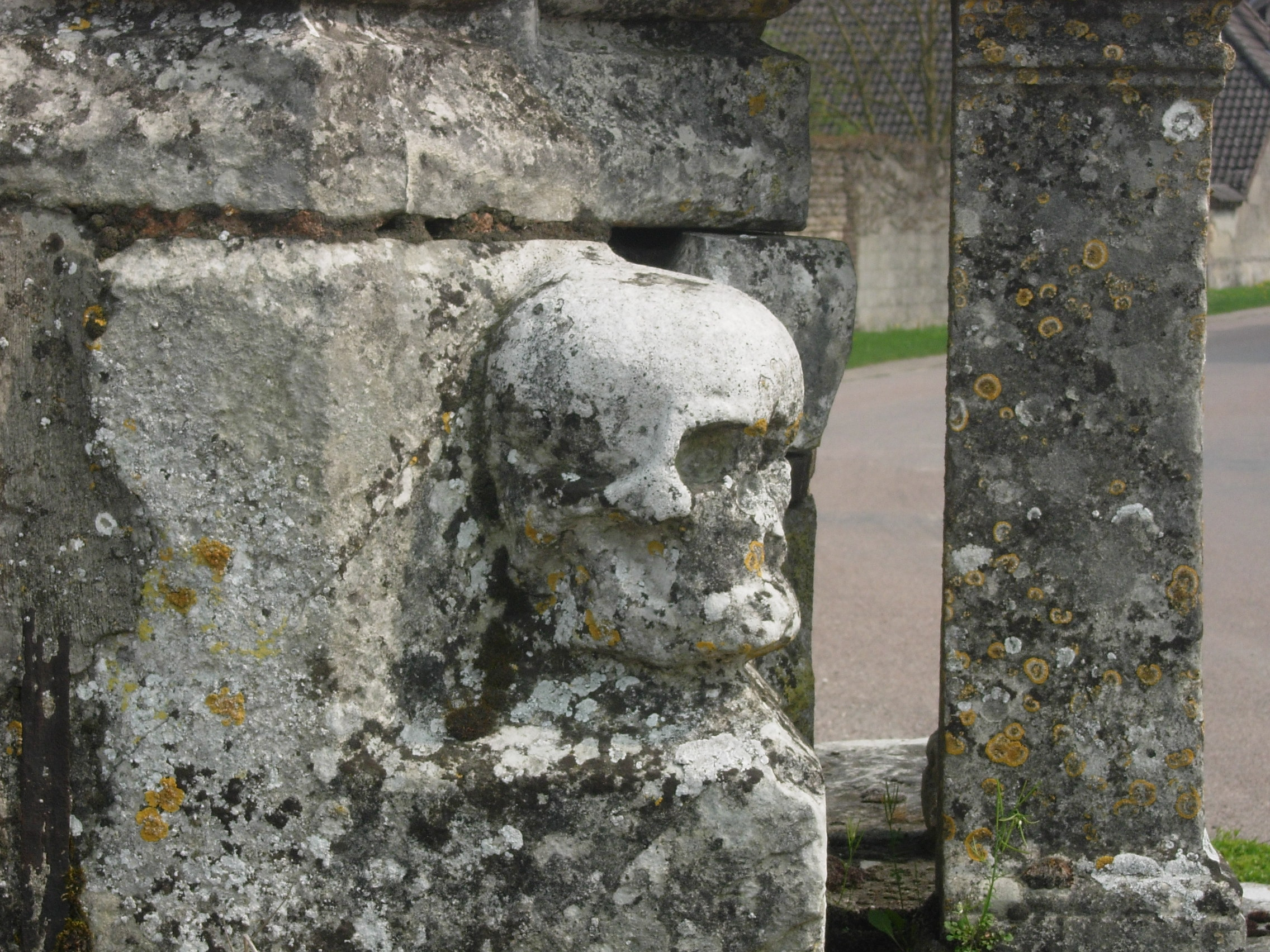
Détail de la croix.
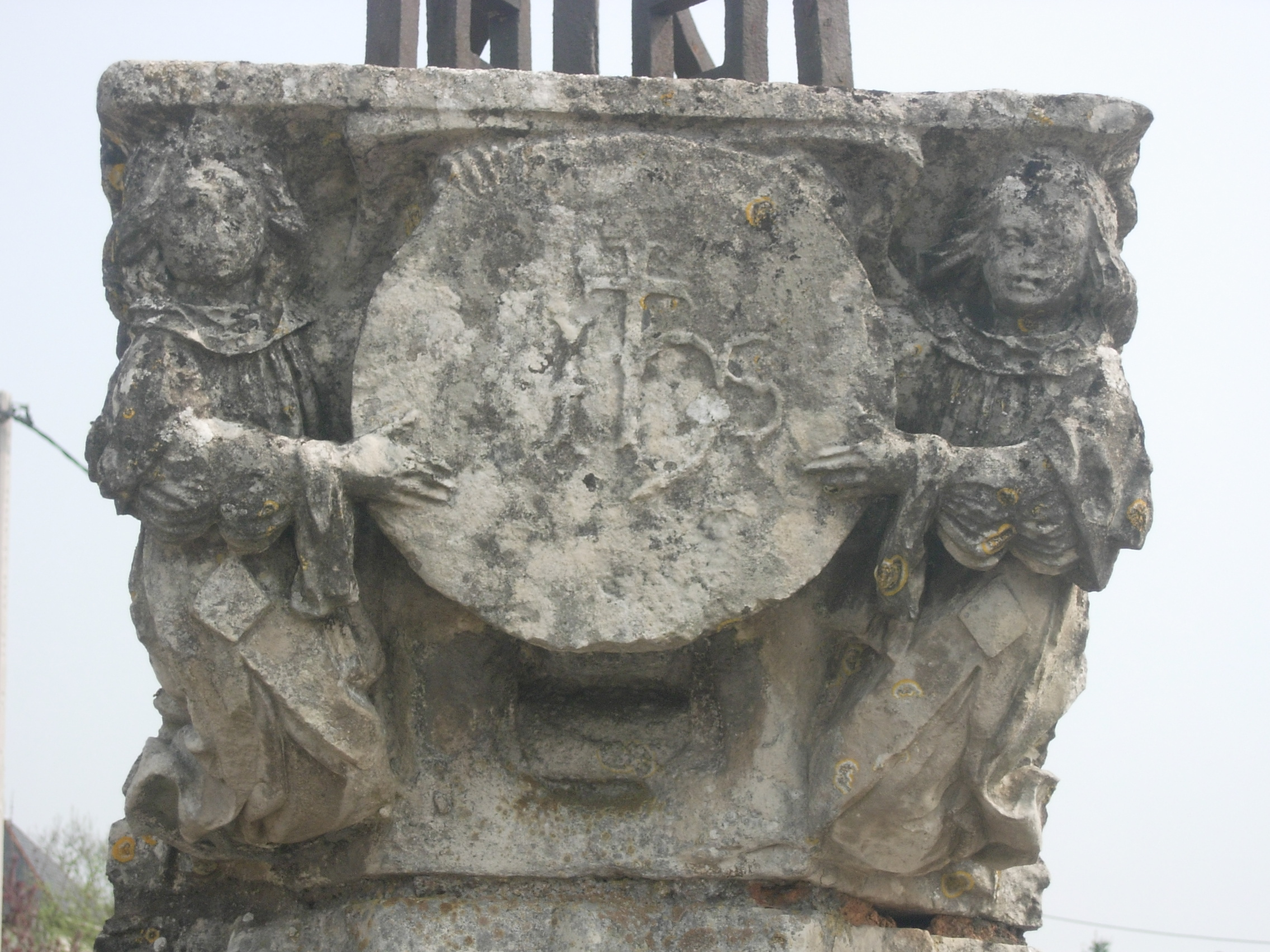
Détail de la croix.
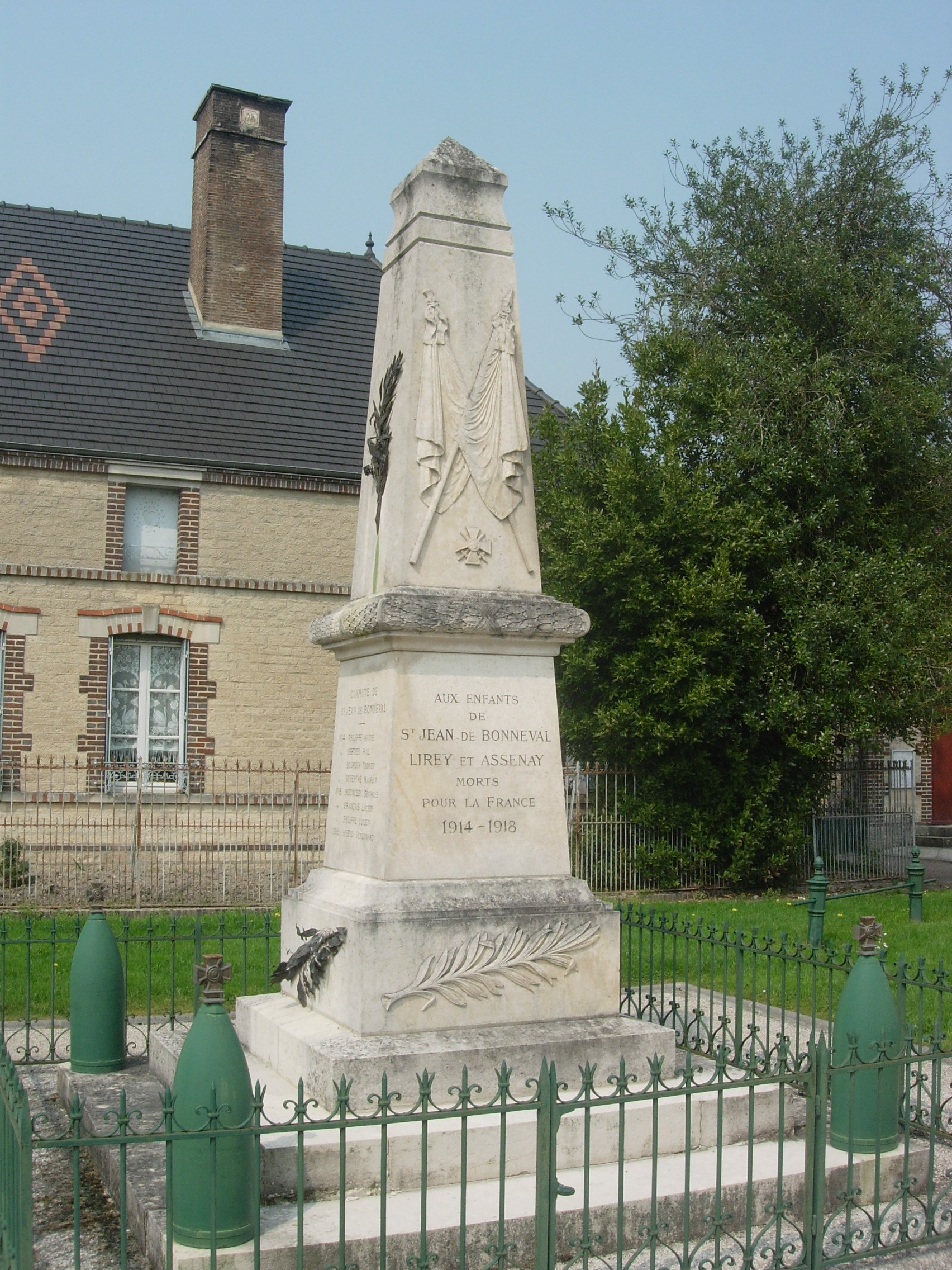
Monument aux morts de Saint-Jean-de-Bonneval, Lirey et Assenay érigé à Saint-Jean-de-Bonneval.